# Rachoviscus crassiceps
Rachoviscus crassiceps es una especie de pez de la familia Characidae en el orden de los Characiformes.

## Morfología
Los machos pueden llegar alcanzar los 3,9 cm de longitud total.

## Hábitat
Vive en zonas de clima tropical entre 20 °C - 25 °C de temperatura.

## Distribución geográfica
Se encuentran en Sudamérica:  cuencas fluviales costeras de  Paraná y norte de Santa Catarina (Brasil ).